# カンクン
カンクン (Cancún) は、メキシコ合衆国の南東部、カリブ海沿岸のキンタナ・ロー州にある都市の名前。マヤ語で"カン"は蛇、"クン"は巣、すなわち蛇の巣という意味である。メキシコを代表するリゾート地の一つで、海沿いにはリゾートホテルが濫立する。カンクンから南の海岸沿いにもリビエラ・マヤと呼ばれるリゾート地が続いている。

## 概要

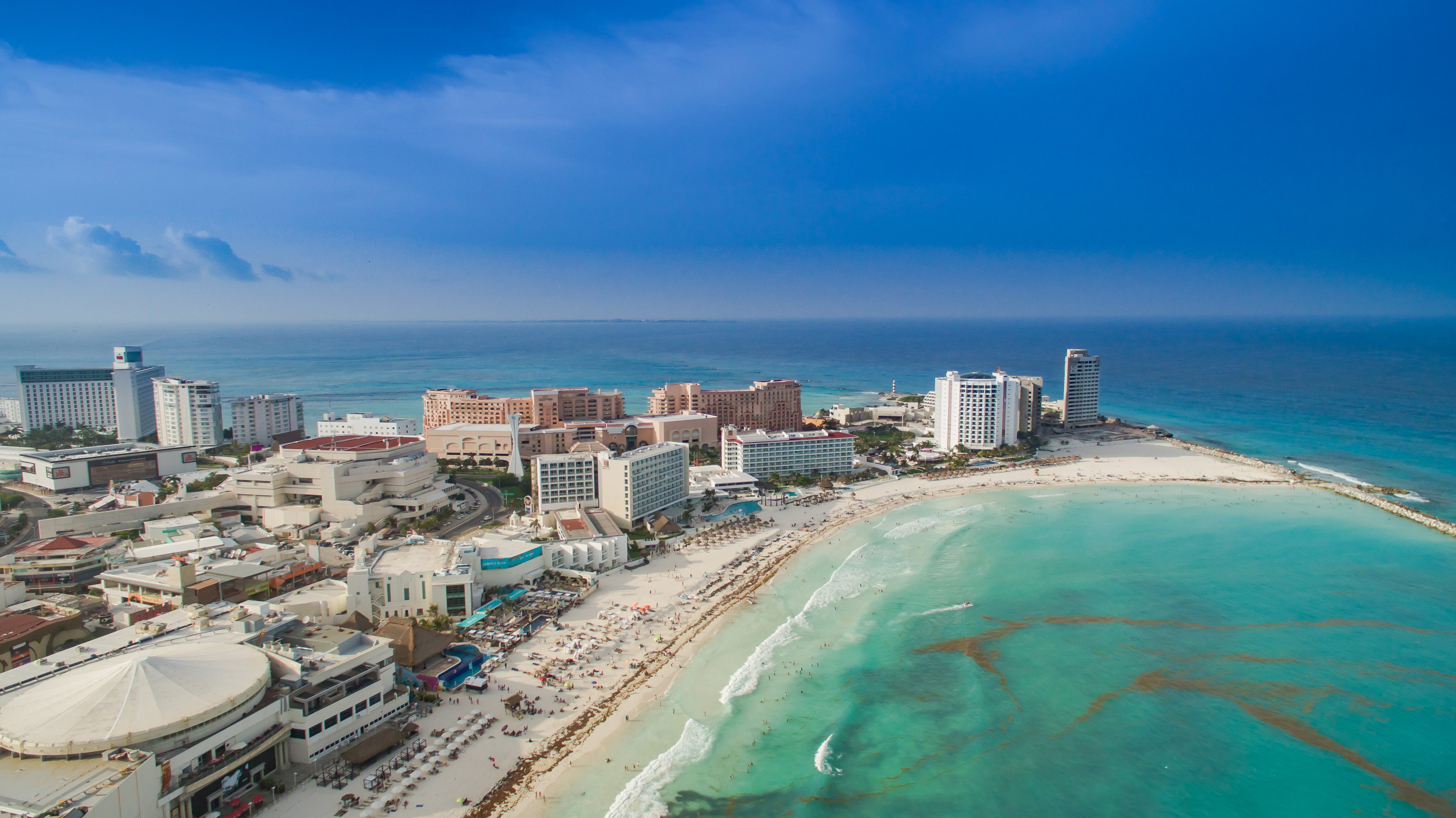
リゾートホテル群

メキシコ南東部のカリブ海沿岸、ユカタン半島の先端に位置する観光都市で、メキシコ最東端部に位置している。1970年の時点では人口100人ほどの小さな町であったが、1970年代にメキシコ政府の先導でリゾート地として開発された。現在は人口100万人に達し、年間で300万人を超える観光客が訪れる、世界的に知名度が高いリゾート地となった。近くに世界遺産のチチェン・イッツァや、リゾート地のシカレ、シェルハ、遺跡のトゥルムなどがあり、これらの遺跡とセットでカンクンに来る人も多い。
市街地は珊瑚礁の周りのホテルゾーンとダウンタウンに分かれており、ホテルゾーンの周りには100軒を超える高級リゾートホテルや豪華な別荘が立ち並んでいる。経済発展を遂げた一方で、ホテルなどからの下水による水質汚染が生態系に影響を及ぼしており、深刻な問題となっている。

### 遺跡

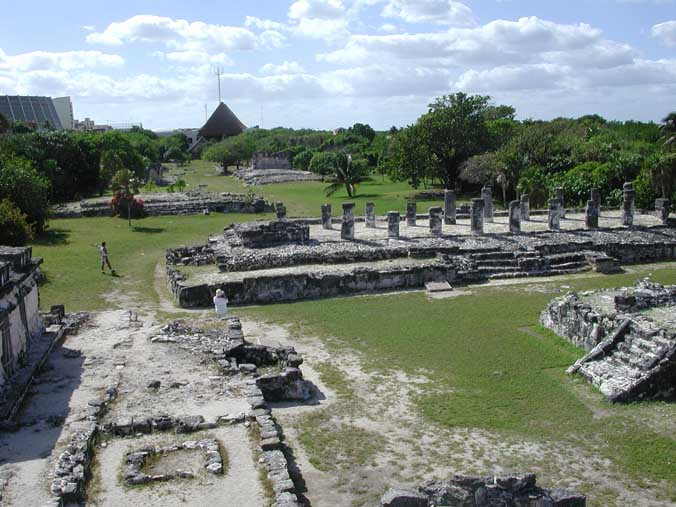
カンクンの遺跡

また、ダイビングやクルージング、カリブ海をクルーズする大型客船の拠点として有名なだけでなく、近くにトゥルム遺跡など、数多くのマヤ文明後古典期の遺跡があることから、それらの遺跡研究・見学の拠点地としても重宝されている。

## 歴史
元は "Ekab" （黒い土地）の名で知られていた。コンキスタドールのベルナル・ディアス・デル・カスティリョによると、スペイン人が到着した時、現在のキンタナ・ロー州北部のこの地域にはマヤ語を話す多くの人々が暮らしていた。征服から年月が経ち、多くの住民は海賊の襲撃や疫病、飢饉などで死亡したり他の場所に移住してしまい、わずかな居住地のイスラ・ムヘーレス (スペイン語: Isla Mujeres, ムヘーレス島、女の島）とコスメル (マヤ語: Cozumel, 燕の島) が残った。
1967年よりカンクンは、メキシコ中央銀行 (Banco de México) によって、観光地開発による外貨獲得の可能性の調査が行われた。カンクンは当初コンピュータによって選別され、その後の銀行の調査員により拡大調査が行われた後に、実際に開発地として選定された。メキシコ銀行は、初期のインフラストラクチャー整備のために、米州開発銀行 (Inter-American Development Bank) より2700万$の融資を受けた。こうして1970年1月23日にリゾート開発が開始された。

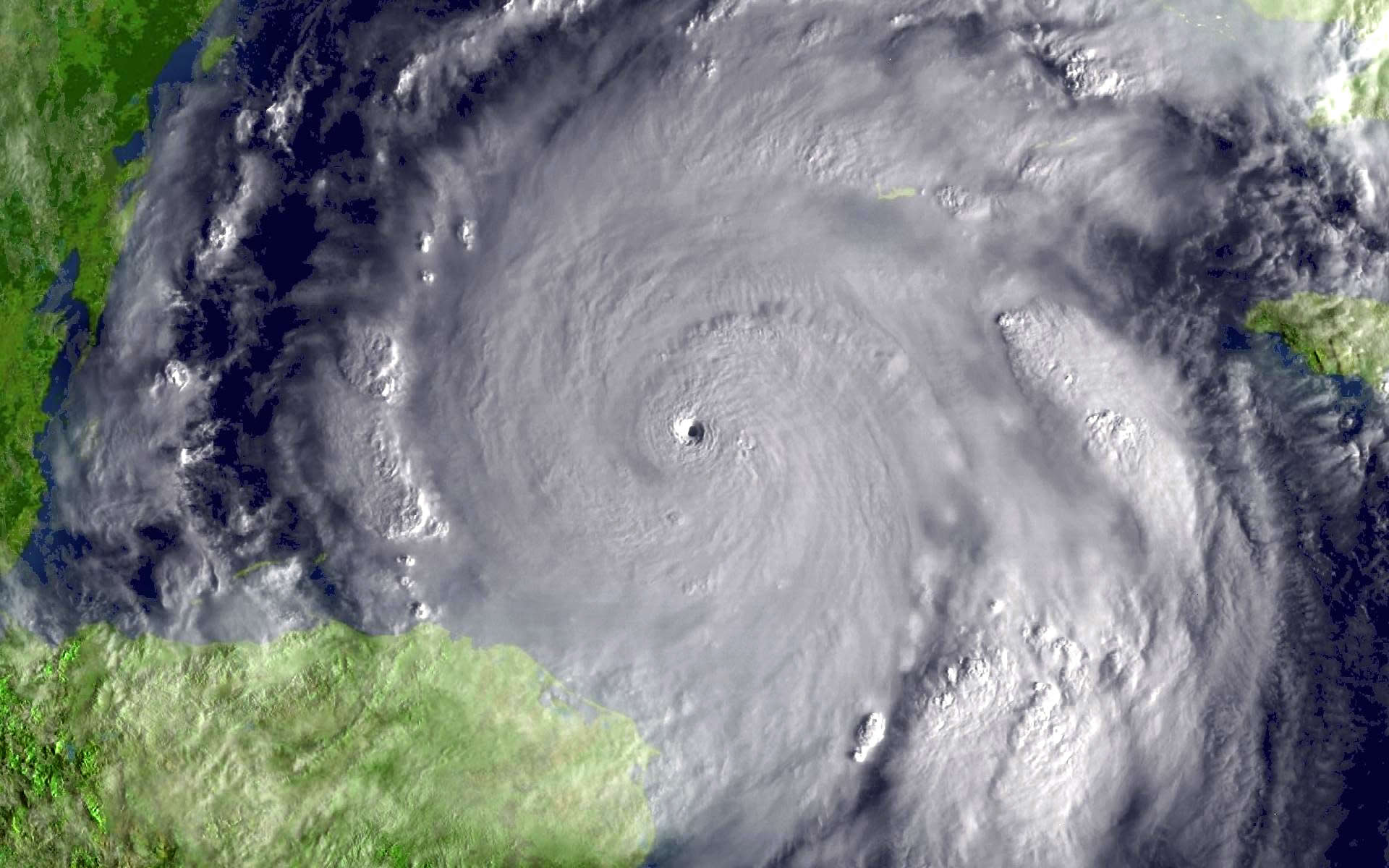
カンクンのあるユカタン半島を直撃するハリケーン・ウィルマ

2005年、ハリケーン・ウィルマが直撃し、空港・道路が水没、ホテルの窓ガラスが割れるなどの被害が出た。そのため、ハイ・シーズンの秋にはほとんどのホテルが閉鎖を余儀なくされ、経済的打撃も大きい。

## 交通
首都のメキシコシティから空路でカンクン国際空港まで約2時間半。日本からの直行便はなく、メキシコシティ、もしくはアメリカのロサンゼルスやダラス、ヒューストンなどで乗り換えていくのが一般的である。2023年12月、マヤ鉄道の北回り路線のカンクン国際空港とカンペチェを結ぶ部分が開通した。

## 政治
カンクン市はベニート・フアレス基礎自治体の一部である。
2003年9月10日、WTO第5回閣僚会議が、カンクンにおいて、ビセンテ・フォックス・ケサーダ・メキシコ大統領の臨席を得て開幕された。

## スポーツ
プリメーラ・ディビシオンでプレーし、メキシコサッカーのトップレベルのアトランテFCがかつて本拠地を置いていた。リーガ・メヒカーナ・デ・ベイスボル（LMB）のタイガース・デ・キンタナ・ローが本拠を置いている。

## 観光
多くの観光客が訪れ、メキシコ国内の観光収入の4分の1を生み出している。
- カンクン海底美術館[5]

## 姉妹都市
- マイアミ、フロリダ州
- ウィチタ、カンサス州
- コンプトン、カリフォルニア州